# 2896 Preiss
A 2896 Preiss (ideiglenes jelöléssel 1931 RN) a Naprendszer kisbolygóövében található aszteroida. Karl Wilhelm Reinmuth fedezte fel 1931. szeptember 15-én.